# KBR Museum
Het KBR museum is het museum van de Koninklijke Bibliotheek van België aan de Kunstberg in het centrum van Brussel. Het museum in en om de gerestaureerde Nassaukapel werd geopend in 2020.
Zeshonderd jaar na het ontstaan is de in de Nassaukapel gevestigde Librije van de Bourgondische hertogen als museum opengesteld voor het publiek. Bijna een derde van de negenhonderd boeken is afkomstig van de bibliotheek van de Bourgondische hertogen. Daaronder is een collectie van 15de-eeuwse handschriften.
De Bourgondische handschriftverzameling werd samengesteld door hertog Filips de Goede. Deze vorst en mecenas, die ook stichter is van de Orde van het Gulden Vlies, gaf de aanzet voor de Gouden Eeuw in de Zuidelijke Nederlanden. Als bibliofiel bracht hij een verzameling boeken tot stand die bekend was over de hele westerse wereld. Ze besloeg alle domeinen van het denken en bevatte boeken van grote auteurs uit de oudheid zoals Xenofon en Titus Livius, maar ook middeleeuwse teksten als chansons de geste en gedichten van Christine de Pizan. 
Filips de Goede nodigde de beste kunstenaars van zijn tijd uit aan zijn hof te Brussel, ook Rogier van der Weyden werkte voor hem. Bij hen bestelde hij boeken die werden verlucht met veel miniaturen. Volgens de curatoren van het KBR museum zijn het de mooiste schilderijen uit de middeleeuwen die in boeken te vinden zijn.
Naast handschriften stelt het museum ook werken en voorwerpen uit de 15de eeuw tentoon uit andere Belgische musea en collecties, daaronder de Koninklijke Musea voor Schone Kunsten van België, de Koninklijke Musea voor Kunst en Geschiedenis, het Groeningemuseum in Brugge en de collectie van de Stad Brussel.
Na enkele jaren moest het museum worden gesloten voor aanpassing van het museumparcours. Bij de heropening in 2025 was er speciaal aandacht voor de muziek van de Vlaamse polyfonie.

## Halfjaarlijkse wissel
Veel handschriften zijn te fragiel om permanent te worden tentoongesteld. De materialen zijn zeer gevoelig voor licht en open tentoonstellen belast de boekband. Geëxposeerde handschriften worden daarom na zes maanden gewisseld, ze rusten daarna weer minimaal zes jaar in het depot. Volgens internationaal aanvaarde normen mag perkament maximaal 12.500 luxuren per jaar worden blootgesteld aan licht. In 2023 werd zo de bekende Rijmbijbel van Jacob van Maerlant gedurende zes maanden tentoongesteld.

## Afbeeldingen

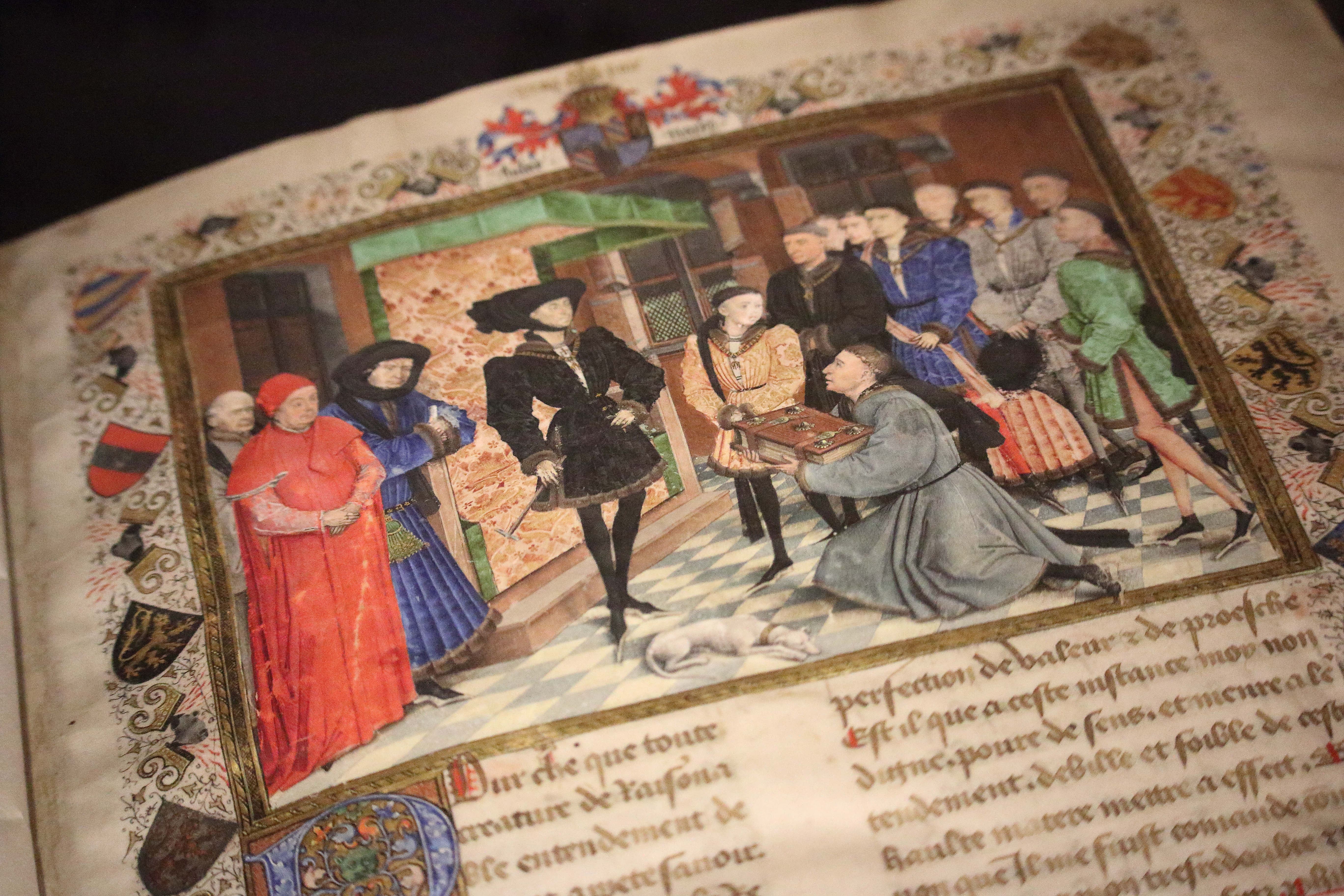
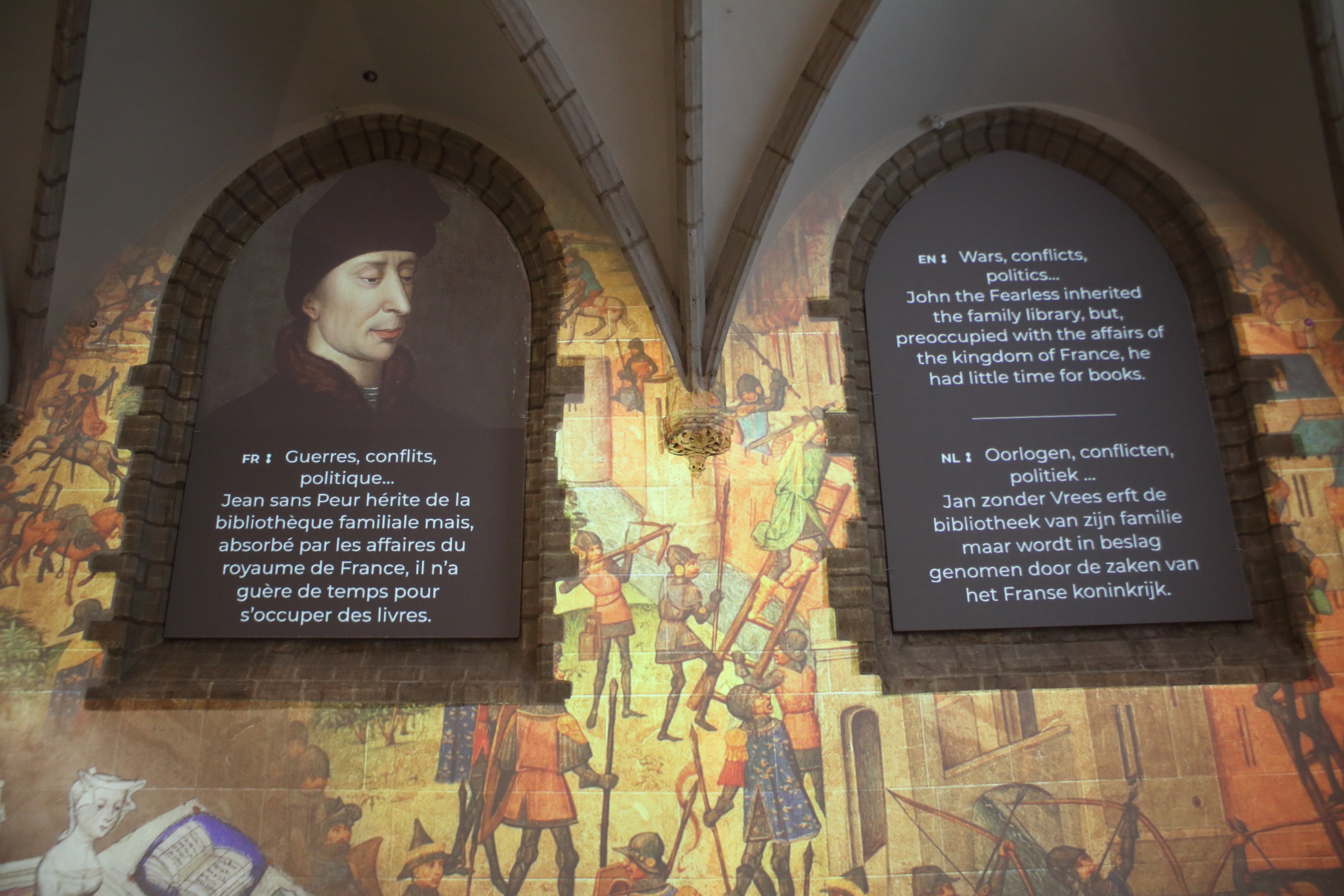
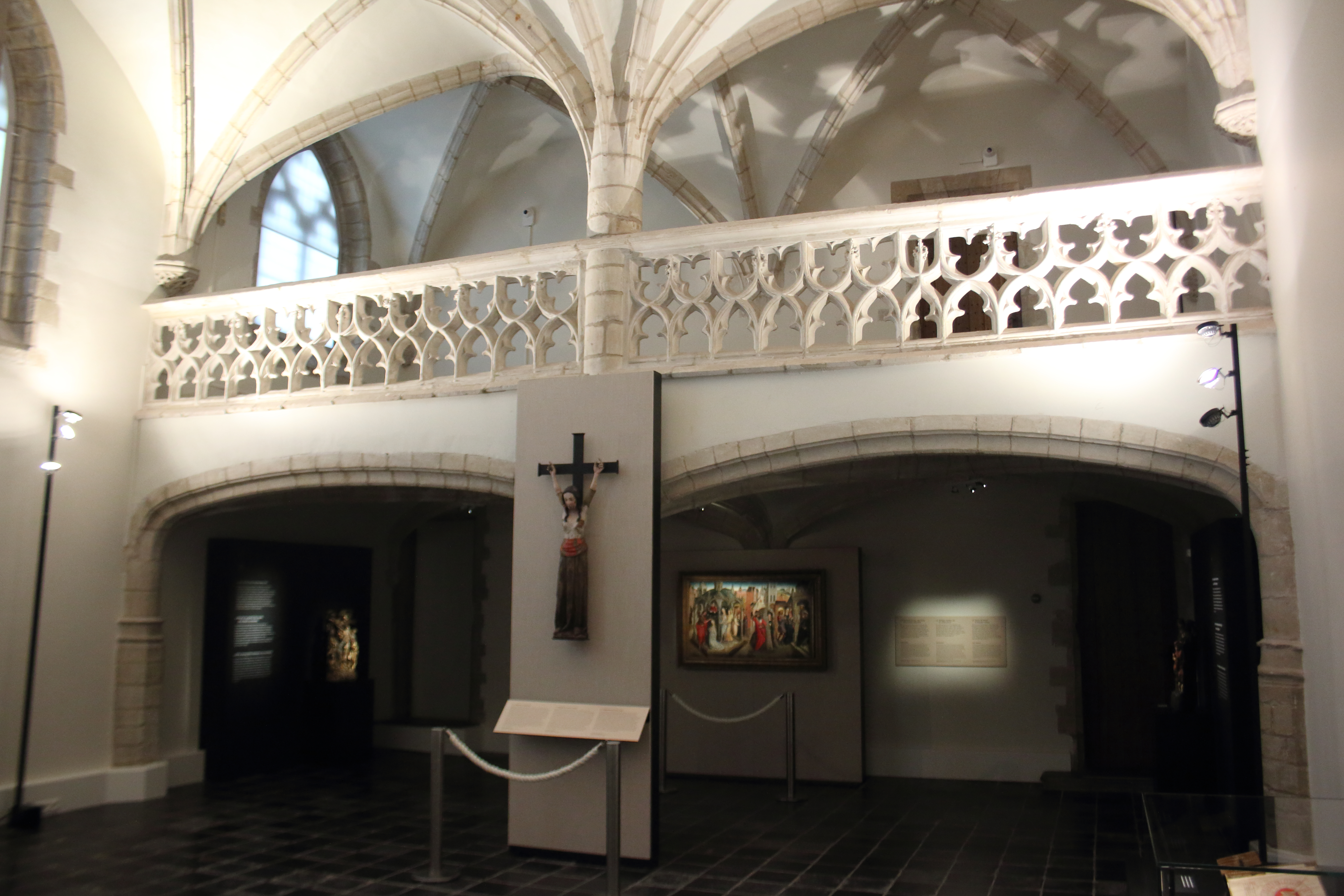
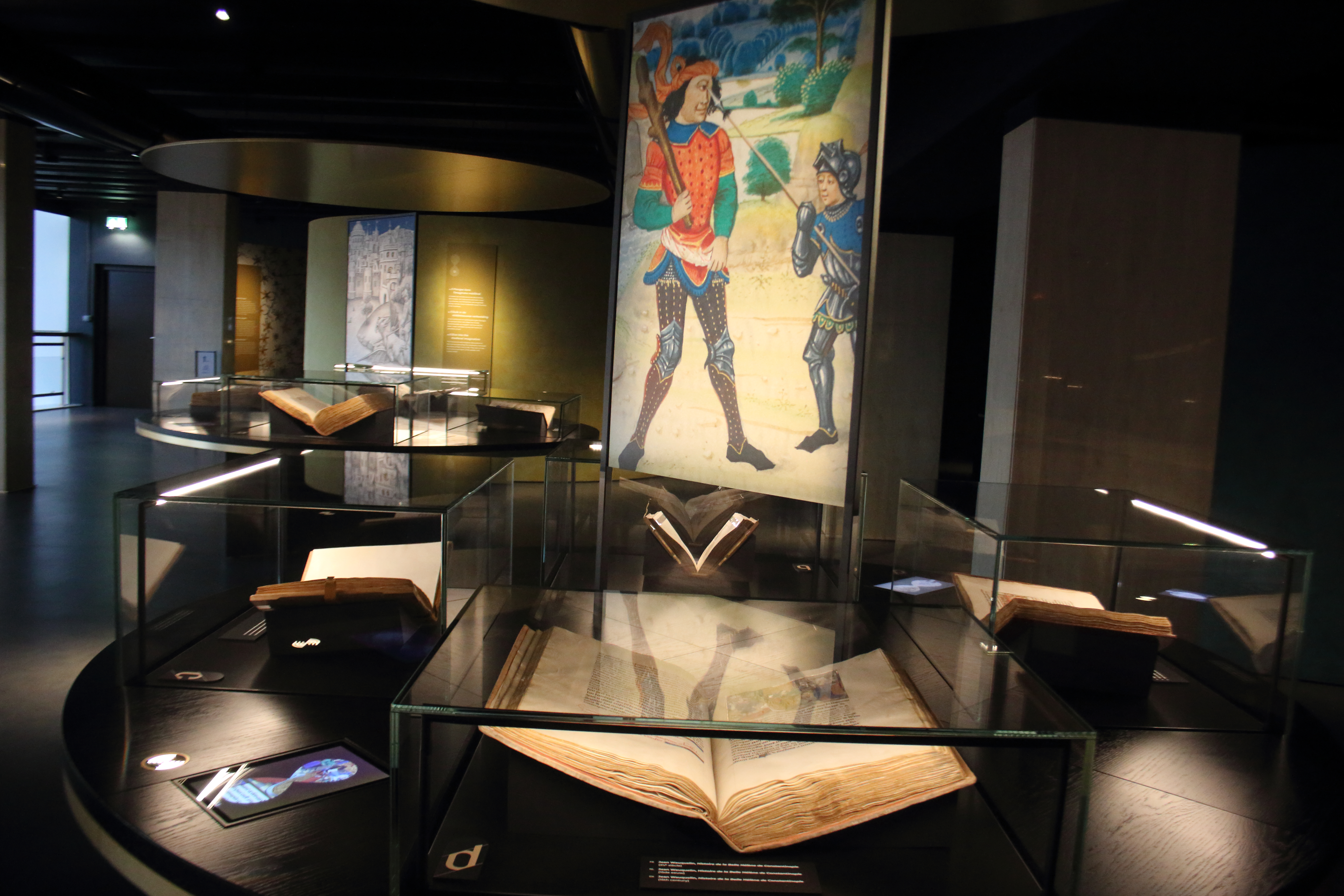
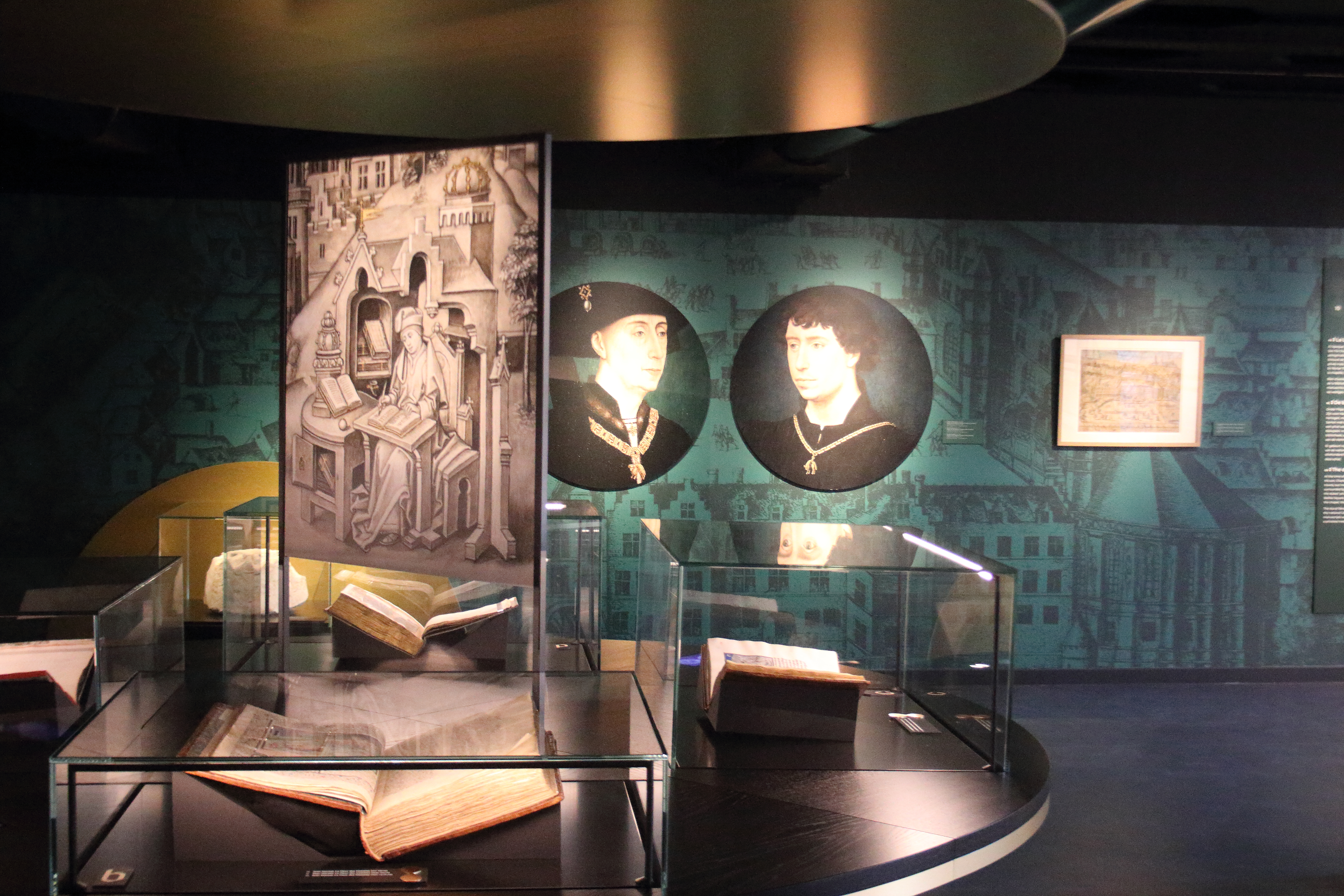

## Curator
- Bernard Bousmanne (2020 - 2022)
- Ann Kelders (2022-)